# Балимина
Балимѝна (на английски: Ballymena; на ирландски: An Baile Meánach, звуков файл и буквени символи за произношение ) е град в северната част на Северна Ирландия.

## География
Разположен е около река Мейн в графство Антрим на около 35 km северозападно от столицата Белфаст. Главен административен център на район Балимина. Има жп гара от 4 декември 1855 г. Населението му е 28 717 жители по данни от преброяването през 2001 г.

## Спорт
Представителният футболен отбор на града се казва ФК Балимина Юнайтед. Дългогодишен участник е в ИФА Премиършип.

## Личности
Родени в Балимина
- Лиъм Нийсън (р. 1952), киноартист
- Джен Карсън  (р. 1980), писателка

## Побратимени градове
- Гибралтар